# Alcalá
Alcalá là một khu tự quản thuộc tỉnh Valle del Cauca, Colombia. Thủ phủ của khu tự quản Alcalá đóng tại Alcalá Khu tự quản Alcalá có diện tích 61 ki lô mét vuông. Đến thời điểm ngày 28 tháng 5 năm 2005, Alcalá có dân số 8337 người.